# Jean Fourastié
Jean Fourastié (Saint-Benin-d' Azy, 15 de abril de 1907-Douelle, 25 de julio de 1990) fue un economista francés, conocido, en particular, por haber acuñado la expresión «Treinta Gloriosos», así designando el período próspero que conoció Francia desde el final de la Segunda Guerra Mundial hasta el primer choque petrolífero (1947-1973).
Fue profesor del 'Conservatorio Nacional de Artes y Oficios' así como del 'Instituto de Estudios Políticos de París', director de estudios políticos de la 'Escuela Práctica de Altos Estudios', consejero económico y técnico de la 'Comisaría General del Plan (1946-1967)', miembro del 'Comité Nacional de Precios (1949-1967)', y miembro del 'Instituto de Francia (Academia de Ciencias Morales y Políticas)' elegido en 1968.

## Obra
- 1937 Le Contrôle de l'État sur les sociétés d'assurances. París, Faculté de Droit, 1937, 275 p.
- 1941 Le Nouveau Régime juridique et technique de l'assurance en France. París, L'Argus, 1941, 282 p.
- 1943 La Comptabilité. París, Presses universitaires de France, coll. «Que sais-je?», 1943, 128 p.
- 1944 Comptabilité générale conforme au plan comptable général. París, Librairie générale de droit et de jurisprudence, 1944, 271 p.
- 1945 L'Économie française dans le monde, avec la collaboration de Henri Montet. París, Presses universitaires de France, coll. «Que sais-je?» 191, 1945, 136 p.
- 1946 Les Assurances au point de vue économique et social. París, Payot, 1946, 132 p. (Bibliothèque économique).
- 1947 Esquisse d'une théorie générale de l'évolution économique contemporaine, París, Presses universitaires de France, 1947, 32 p.
- 1947 La Civilisation de 1960. París, Presses universitaires de France, 1947. 120 p. (coll. «Que sais-je?» 279). Ed. revisada en 1953 con el título : La Civilisation de 1975, en 1974, con el título : La Civilisation de 1995 y en 1982 con el título : La Civilisation de 2001. 11.ª éd. : 1982.
- 1948 Note sur la philosophie des sciences, París, Presses universitaires de France, 1948, 36 p.
- 1949 Le Grand Espoir du XXe siècle. Progrès technique, progrès économique, progrès social. París, Presses universitaires de France, 1949, 224 p. - reed. 1989 colección Tel Gallimard
- 1951-52 Le progrès technique et l'évolution économique, Institut d'Études Politiques de París, París, les cours de Droit (dos fascs.) 1951-52, 249 p.
- 1951 Machinisme et bien-être. París, Ed. de Minuit, 1951, 256 p. (Coll. l'Homme et la machine, dirigée par Georges Friedmann, 1)
- 1952 La Productivité París, Presses universitaires de France, 1952, 120 p. (coll. «Que sais-je?» 557). (11.ª éd. : 1987)
- 1955 La prévision économique et la direction des entreprises. París, Presses universitaires de France, 1955, 152 p.
- 1957 Productivité, prix et salaires, París, O.E.C.E., 1957, 115 p.
- 1959 Pourquoi nous travaillons. París, Presses universitaires de France, 1959, 128 p. (coll. «Que sais-je?» 818). (8.ª ed. : 1984) (traducido al castellano, japonés, alemán, portugués, griego).
- 1961 La Grande Métamorphose du XXe siècle. Essais sur quelques problèmes de l'humanité d'aujourd'hui. París, Presses universitaires de France, 1961, 224 p.
- 1963 La Planification économique en France, avec la collaboration de Jean-Paul Courthéoux. París, Presses universitaires de France, 1963, 208 p. (col. L'Organisateur)
- 1965 Les 40 000 heures. París, Gonthier-Laffont, 1965. 247 p. (col. Inventaire de l'avenir 1).
- 1966 Les Conditions de l'esprit scientifique. París, Gallimard, 1966, 256 p. (coll. Idées 96).
- 1966 Essais de morale prospective. París, Gonthier ; 1966, 200 p.
- 1970 Lettre ouverte à quatre milliards d'hommes. París, A. Michel, 1970, 167 p. (col. Carta abierta)
- 1970  Des Loisirs: pour quoi faire ? , París Castermann 1970 , 143 p. ( col. Mutations Orientations )
- 1973-74Prévision, futurologie, prospective, Cours de l'Institut d'Études Politiques de París. 1973-74. París, Les cours de droit, 1974, 113 p. (mimeografiado).
- 1974  L'Église a-t-elle trahi ? Dialogue entre Jean Fourastié et René Laurentin. París, Beauchesne, 1974, 192 p.
- 1977 Pouvoir d'achat, prix et salaires, avec la collaboration de Jacqueline Fourastié. París, Gallimard, 1977, 223 p. (col. Idées 374).
- 1978 La réalité économique. Vers la révision des idées dominantes en France, colaboró Jacqueline Fourastié, París, R. Laffont, 1978, 365 p. (reeditado en 1986, París, Hachette, 423 p. col. Pluriel 8488).
- 1979 Les Trente Glorieuses, ou la révolution invisible de 1946 à 1975, París, Fayard, 1979, 300 p. (reed. Hachette Pluriel 8363).
- 1981 Ce que je crois, París, Grasset, 1981.
- 1983 Le Rire, suite, París, Denoël-Gonthier, 1983.
- 1984 Pourquoi les prix baissent, avec la collaboration de Béatrice Bazil, París, Hachette, 1984, 320 p. (col. Pluriel 8390).
- 1986 En Quercy, essai d'histoire démographique, Quercy-Recherche, Cahors.
- 1987 D'une France à une autre, avant et après les Trente Glorieuses, colaboró Jacqueline Fourastié, París, Fayard.
- 1989 Warum die Preise sinken, Produktivität und Kaufkraft seit dem Mittelalter, colaboró Jan Schneider, Campus Verlag, Frankfurt, New York.
- 1994, Jean Fourastié entre deux mondes. Mémoires en forme de dialogues avec sa fille Jacqueline, póstumo, colaboró Jacqueline Fourastié y Béatrice Bazil, Beauchesne ed. París.